# Australia II

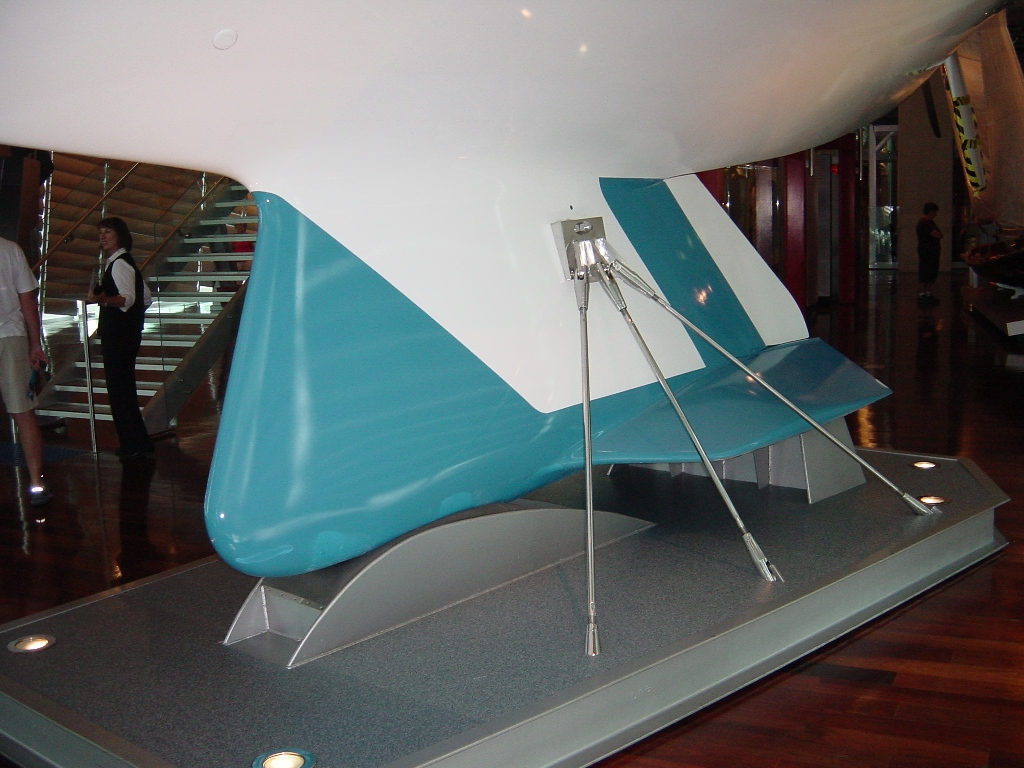
De horisontella vingarna på Australia II:s vingköl.

Australia II var den första segerrika utmanaren om segeltävlingen America's Cup sedan den instiftades 1851. Australia II besegrade Dennis Conner's Liberty med slutresultatet 4-3 utanför Newport i Rhode Island 1983. Australia II, som är en 12mR, ägdes av Alan Bond, ritades av Ben Lexcen och styrdes av John Bertrand. Den var unik genom att vara utrustad med horisontella vingar på kölen, så kallad vingköl. Det unika bestod i att det för första gången, och här i full skala, visades praktiskt att det svenska patentet (nr 399222) på konstruktionen som teknologie doktor S. Åke Lundgren (Nyköping) då innehaft i drygt fem (5) år, verkligen fungerade i skarpt läge.